# Ponte Ferroviária do Arão
A Ponte Ferroviária do Arão é uma infraestrutura ferroviária da Linha do Algarve, que cruza a Ribeira do Arão, entre os Concelhos de Lagos e Portimão, em Portugal.

## Descrição
A ponte localiza-se junto ao ponto onde a Ribeira do Arão desagua na Ria de Alvor, na área do Vale da Lama. Transporta uma via única ferroviária, em Bitola ibérica. O tabuleiro é metálico, e apresenta cerca 40 m de comprimento, sendo suportado por duas cabeceiras em alvenaria com 7 m, totalizando aproximadamente 55 m. o tabuleiro e as cabeceiras têm uma largura aproximada de 6 m.[carece de fontes?]

## História
A Ponte do Arão foi primeiro referida no anteprojecto do lanço entre Portimão e Lagos do Ramal de Lagos, elaborado pelo engenheiro António da Conceição Parreira em 20 de Março de 1899. Originalmente, previa-se que a ponte deveria ter dois tramos, tendo cada um 20 m de comprimento.
O lanço entre Lagos e Portimão entrou ao serviço em 30 de Julho de 1922.